# Paulo Linhares
Paulo Sérgio Bessa Linhares (Fortaleza, 1954) é um antropólogo, jornalista, publicitário e político brasileiro.  

## Biografia
Criador e ex-presidente (de 2012 a 2020) do Instituto Dragão do Mar (1998), primeira Organização Social de Cultura do Brasil. Foi duas vezes Secretário de Cultura e Desporto do Ceará, sendo o criador do Centro Dragão do Mar de Arte e Cultura (1999), da Escola de Artes e Ofícios Thomaz Pompeu Sobrinho (1998), do Museu da Imagem e do Som do Ceará (1999) e da Casa de Cultura de Sobral, interior do Ceará, do Porto Iracema das Artes (2013).  
Professor adjunto da Universidade Federal do Ceará (desde 1994). 

## Carreira pública
No Governo Maria Luiza Fontenele, atuou como Secretário de Imprensa e Relações Públicas (1986- 1988).
Em 1993, sucedendo Augusto Pontes, assumiu a Secretaria da Cultura e Desporto do Ceará, no Governo Ciro Gomes. No governo Tasso Jereissati, permaneceu no cargo até 1998.
Em 1998, com o apoio decisivo de Tasso Jereissati, foi eleito deputado estadual (1998-2002) da Assembleia Legislativa do Ceará.
Foi Presidente do Instituto de Estudos e Pesquisas para o Desenvolvimento do Estado do Ceará da Assembleia Legislativa do Ceará - INESP (2011) 
Foi Presidente do Instituto Dragão do Mar (2011- 2020).

## Trajetória Profissional
Foi diretor de Marketing do Jornal O Povo (1988- 1989). Um dos fundadores da Edições Demócrito Rocha, editora da Fundação Demócrito Rocha, tendo sido co-editor da primeira publicação lançada pela editora "História do Ceará"(1989), coordenado pela professora Simone de Souza.
Foi Diretor de Conteúdo e Marketing (2007- 2011) e um dos fundadores da TV O Povo, Tv pública afiliada à TV Cultura, pertencente à Fundação Demócrito Rocha e mantida pelo Grupo de Comunicação O Povo, tendo criado diversos programas de TV entre eles, O Grande Jornal, Viva Fortaleza, Grande Debate, Porto Mucuripe, Coletiva, Trem Bala, entre outros.

## Formação Acadêmica
Possui doutorado em em Sociologia pela Universidade Federal do Ceará (UFC), com a tese "O Profeta e o Chocolate. Disposições sociais e apetências na trajetória de José de Alencar", sob a orientação de Irlys Barreira.
Possui mestrado em Estudos Aprofundados Em Antropologia Comparada pela Université Paris Descartes, Paris V, França, com a dissertação "Les quatre logique de la visibilité urbaine" (1992), sob a orientação de Michel Maffesoli.
Em 1982, graduou-se em Comunicação Social pela Universidade Federal do Ceará.

## Livros Publicados
- José de Alencar: o profeta do Chocolate: sociologia do pai fundador do campo literário brasileiro (Armazém da Cultura, 2013)
- Tempestade: Os bastidores de uma CPI (Armazém da Cultura, 2013)
- Cidade de Água e Sal - por uma antropologia do nordeste sem cana e sem açúcar. 01. ed. Fortaleza-Ce: Fundação Demócrito Rocha, 1992